# 이태봉
이태봉(1998년 2월 5일 ~ )는 대한민국의 남자 배구 선수이며, 안산 OK금융그룹 읏맨의 선수이다. 2019-2020 신인 드래프트에서 전체 3라운드 3순위로 안산 OK저축은행 러시앤캐시에 입단하였다.

## 약력
조선대학교 재학 시절 팀의 주전레프트로 활약하였다.팀의 주장을 맡기도 하였으며 팀에 사정상 세터를 겸업 하기도 하였으며 2019-2020 신인 드래프트에서 전체 3라운드 3순위로 안산 OK저축은행 러시앤캐시에 지명되었다.

## 안산 OK금융그룹 읏맨시절
전체 3라운드 3순위로 안산 OK저축은행 러시앤캐시에 지명되었다, 레프트로 종종 기회를 받을것으로 보인다

## 출신 학교
- 염포초등학교
- 울산중앙중학교
- 울산제일고등학교
- 조선대학교